# فرودگاه شهری ولز (نوادا)
فرودگاه شهری ولز (نوادا)   (به انگلیسی: Wells Municipal Airport (Nevada)) (به زبان بومی: Harriet Field) یک فرودگاه همگانی  با کد یاتا LWL است که یک باند فرود آسفالت دارد و طول باند آن ۱۶۷۶ متر است. این فرودگاه در  کشور ایالات متحده آمریکا قرار دارد و در ارتفاع ۱۷۵۹٫۳ متری از سطح دریا واقع شده است.